# Батуми
Бату́ми (груз. ბათუმი [батуми], до 1936 года — Бату́м) — город и порт в Грузии, расположенный у побережья Чёрного моря. Столица автономной республики Аджария. Образует муниципалитет Батуми. Является главным туристическим центром современной Грузии. Третий по площади, после Тбилиси и Кутаиси, город Грузии и второй по населению.
Батуми является одним из важнейших культурных, экономических и туристических центров Грузии. Город славится историческим центром и современным туристическим районом с высотными зданиями, парками.

## Этимология названия
В основе названия предполагают сван. бат «камень». Поселение на месте города существует, по-видимому, очень давно: первое упоминание о Батуми (Батус) встречается у греческого философа IV века до н. э. Аристотеля. Автор (Плиний Старший, I век н. э.) упоминает порт с греческим названием греч. Βαθύς, Батус «глубокий», которое представляет собой переосмысление местного названия. В средние века город назывался Батоми, с 1878 — Батум, с 1936 — Батуми.

## Физико-географическая характеристика

### Географическое положение
Город расположен на восточном побережье Чёрного моря, на Кахаберской низменности, в 2—3 метрах от уровня моря. Форма низменности напоминает полумесяц, который растянут на 7 км с севера на запад. Основная часть Батуми прилегает к Батумской бухте, в северной части Кахаберской низменности, вдоль рек Барцхана и Королисцкали.
Общая площадь города составляет 64,94 км² (до 2012 года — 19 км²).

### Климат
Ежегодный уровень осадков в Батуми — 2435 мм, что сравнимо с многими городами экваториального пояса. Ноябрь — самый влажный месяц (312 мм), май — самый сухой (108 мм). Батуми, так же, как и вся прибрежная Аджария отличается влажной разновидностью средиземноморского климата (классификация Алисова) и высоким термальным режимом. По классификации Кёппена, климат Батуми влажный субтропический (Cfa). Обычно в Батуми почти нет снега (снег лежит не более 12 дней в году). Средний уровень относительной влажности — 70-80 %.
| Показатель                    | Янв. | Фев. | Март | Апр. | Май  | Июнь | Июль | Авг. | Сен. | Окт. | Нояб. | Дек. | Год  |
| ----------------------------- | ---- | ---- | ---- | ---- | ---- | ---- | ---- | ---- | ---- | ---- | ----- | ---- | ---- |
| Абсолютный максимум, °C       | 25,2 | 27,4 | 32,2 | 38,3 | 37,2 | 39,9 | 40,6 | 39,5 | 38,1 | 35,4 | 30,1  | 28,3 | 40,6 |
| Средний суточный максимум, °C | 10,7 | 11,2 | 12,5 | 16,2 | 20   | 24,2 | 26,2 | 26,5 | 24,2 | 20,1 | 16,5  | 13,0 | 18,4 |
| Средняя температура, °C       | 6,6  | 6,7  | 8,8  | 12,3 | 16,0 | 20,2 | 22,6 | 23,1 | 19,9 | 16,4 | 11,9  | 9,0  | 14,5 |
| Средний суточный минимум, °C  | 4,1  | 3,8  | 5,5  | 9,3  | 13,1 | 17,3 | 19,9 | 20,3 | 16,9 | 13,4 | 9,1   | 6,4  | 11,6 |
| Абсолютный минимум, °C        | −7,7 | −8,2 | −6,7 | −2,5 | 3,4  | 8,1  | 12,9 | 12,6 | 7,5  | 2,0  | −3,9  | −4,2 | −8,2 |
| Норма осадков, мм             | 238  | 189  | 153  | 113  | 108  | 142  | 168  | 205  | 262  | 277  | 312   | 268  | 2435 |
| Источник: Погода и климат     |      |      |      |      |      |      |      |      |      |      |       |      |      |

## Административно-территориальное устройство
Согласно решению Батумского муниципалитета от 31 марта 2008 года, Батуми поделён на 7 округов:
- Старый Батуми (ძველი ბათუმის უბანი);
- Химшиашвили (ხიმშიაშვილის უბანი);
- Багратиони (ბაგრატიონის უბანი);
- Агмашенебели (აღმაშენებლის უბანი);
- Джавахишвили (ჯავახიშვილის უბანი);
- Тамар (თამარის უბანი);
- Бони-Городок (ბონი-გოროდოკის უბანი)[10].

## История
В период раннего средневековья был частью Лазики, позже единого Грузинского государства, затем управлялся князьями мегрельского княжества Одиши. В XIII и XIV веках городом правили князья Гурии. В 1547 году Батоми был завоёван османами, которые владели городом в течение почти 300 лет. В 1878 году город был освобождён объединённым русско-грузинским войском, вошёл в состав России по Берлинскому мирному договору между Российской и Османской империями и стал называться Батум. В 1878—1886 годах являлся порто-франко, что сыграло важную роль в становлении города. В 1936 году был переименован в Батуми.

### Ранняя история
Первые сведения о Батуми встречаются у греческого философа IV века до н. э. Аристотеля, где он упоминается как Колхский город Батус. Под этим же названием город был известен римскому писателю Плинию Старшему и греческому географу Флавию Арриану. Слово батус в переводе с греческого означает «глубокий». Среди городов Грузии и Черноморья[уточнить] Батумский порт является самым глубоким после Сухумского.
Проведённые в пригородах Батуми археологические раскопки установили, что население жило в Батуми уже в I—II тысячелетиях до н. э. и имело развитые торговые связи с соседями. Сердцем древнего Батуми являлся расположенный в крепости Тамара столп, который представлял собой культурный и экономический центр долины реки Королисцкали.
Во II веке н. э. в Батуми стоял римский гарнизон, но уже в V веке святой царь Вахтанг I Горгасали вернул город под свою власть.
В VI, VII и VIII веках Батуми и близлежащая территория принадлежала владетелям Эгриси. Известно о существовании в феодальный период поселения вокруг Батумской крепости.

### В составе Османской империи

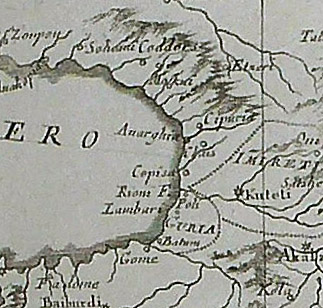
Фрагмент карты Антонио Затта, 1784, изображающий грузинское княжество Гурия и её главный город Батуми

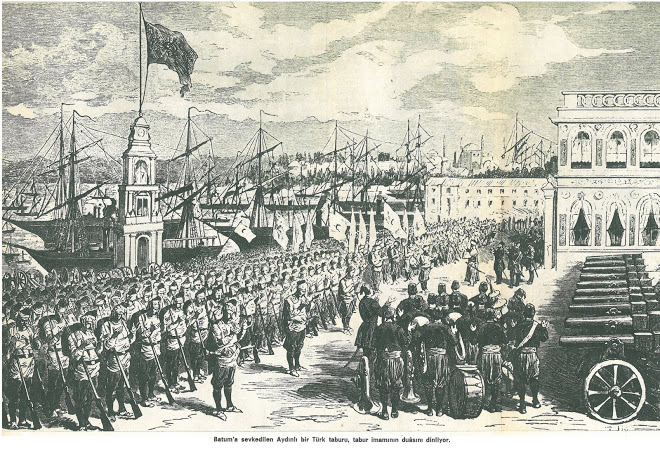
Османские войска в Батуми, гравюра XIX века.

Во время существования Тао-Кларджетского царства город, как и вся Аджария, находился в составе Тао-Кларджети и управлялся эриставами.
В дальнейшем, земли Батуми управлялись династией Гуриели. В XV веке, во время правления Кахабера Гуриели, османы завоевали Батуми, однако Ростом Гуриели вскоре изгнал османов со своей земли. После смерти в 1564 году Ростома Гуриели, османские войска снова вошли на территорию Батуми. Вскоре город стал центром административной единицы Османской империи — санджака. Батумский санджак занимал территорию от реки Королисцкали до рек Чорохи и Аджарисцкали. В этот период в Аджарии и появился ислам.
В 1873 году Батуми был резиденцией Лазистанского санджака, которым управлял правитель санджака — мутесариф. Мутесариф подчинялся Трабзонскому вали.

### В составе Российской империи

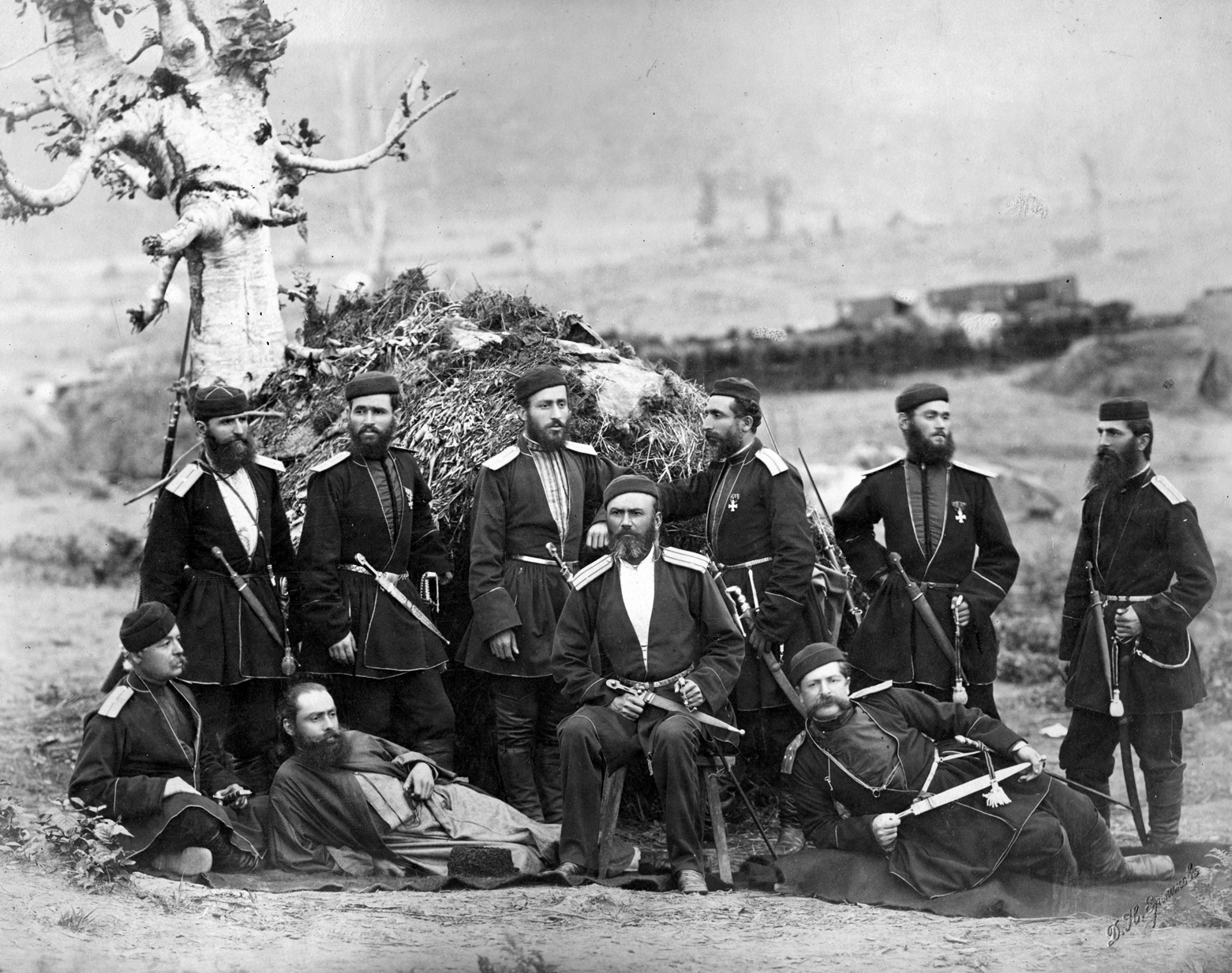
Грузинские ополченцы во время Русско-турецкой войны в 1877—1878 гг.

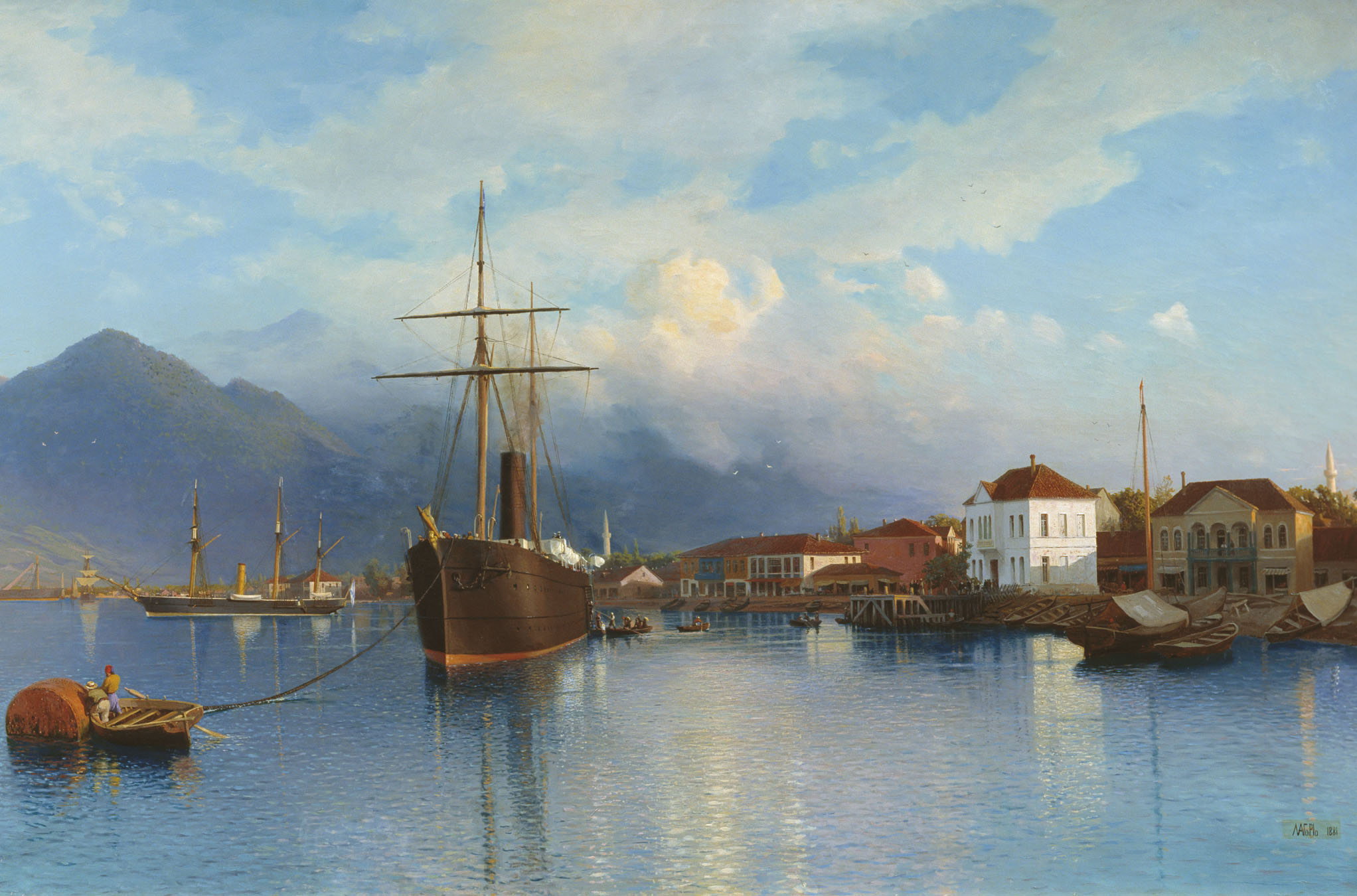
Порт Батуми, Лев Лагорио, картина 1881 года.

В XIX веке продолжается вхождение Закавказья в состав Российской Империи. Во время русско-турецкой войны 1877—1878 годов началось создание вооружённых отрядов в Имерети, Картли, Самегрело, Кахети и Гурии. Во время войны за возвращение Батуми боролись около 30 000 грузин. 3 марта 1878 года в Сан-Стефано был подписан мирный договор. Османская империя вместо части денежной контрибуции заплатила бывшими грузинскими землями, среди которых была и Аджария. Во время Берлинского конгресса, созванного для пересмотра Сан-Стефанского мирного договора, князю Горчакову удалось отстоять Батуми и Аджарию.
25 августа 1878 года в Батуми вошёл генерал Дмитрий Святополк-Мирский, которому на площади Свободы девриш-паша передал ключи от города. Было решено создать Батумский уезд, в состав которого вошли Батумский, Артвинский и Аджарский округа. Статус города Батуми был в значительной степени определён британцами, пронёсшими идею придания Батуми статуса порто-франко.
Благодаря статусу порто-франко город Батуми разросся, стал принимать облик современного европейского города. В тот же период ознаменовался ухудшением в Батуми социального положения местного населения и появлением контрабанды. После открытия в 1883 году железнодорожного сообщения Батуми с Баку город стал важнейшим портом, через который осуществлялась перевозка бакинской нефти и нефтепродуктов потребителям в России и за рубежом. Было создано «Батумское нефтепромышленное и торговое общество» (БНИТО), на основе которого в 1886 году создано «Каспийско-Черноморское нефтепромышленное и торговое общество». Нефтепродукты отправлялись из Баку в Великобританию, Австрию, Бельгию, Индокитай, Турцию, Японию, Грецию, Китай, Германию, Голландию, Францию, на Мальту, в Португалию, Алжир, на Филиппинские острова, в Придунайские княжества. 27 млн 600 тысяч пудов керосина было вывезено из Баку через Батуми. В 1896 году начинается строительство керосинопровода Баку — Батуми на участке от Батуми до Хашури, завершённое в 1906 году по всей длине, составляющей 835 км.
С 1887 года вблизи города велось строительство Михайловской крепости.
Порто-франко был ликвидирован в 1886 году. 12 июня 1883 года Батумский уезд был присоединён к Кутаисской губернии. У города не было собственного самоуправления, что мешало его нормальному развитию. Из-за этого в 1885 году 90 жителей Батуми внесли ходатайство о придании Батуми статуса города, которое было одобрено 28 апреля 1888 года. В 1903 году Батумский округ был выделен из Кутаисской губернии и наряду с Артвинским округом образовал Батумскую область.

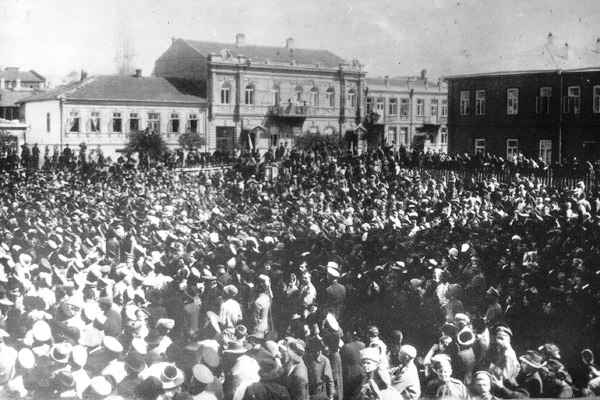
Демонстрация в Батуми, 1917 г.

В феврале 1902 года Батумским социал-демократическим комитетом ленинско-искровского направления, созданным и руководимым И. В. Джугашвили (партийный псевдоним, на тот момент, Коба), была начата стачка батумских рабочих, поводом для которой послужило увольнение 27 февраля с нефтеочистительного завода Ротшильда около 400 рабочих, подозреваемых в участии в революционном движении. Стачечный комитет потребовал увеличения зарплаты, сокращения рабочего дня, восстановления на работе уволенных, возмещения простоев, вежливого обращения с рабочими и др. В ночь на 8 марта было арестовано 32 человека, после чего Батумский социал-демократический комитет организовал манифестацию бастующих, 348 участников которого были арестованы полицией. В знак протеста 9 марта рабочие организовали новую шеститысячную политическую демонстрацию. В ходе столкновения с полицией погибли 15 человек, 54 ранено и ещё 500 арестовано.

### Гражданская война

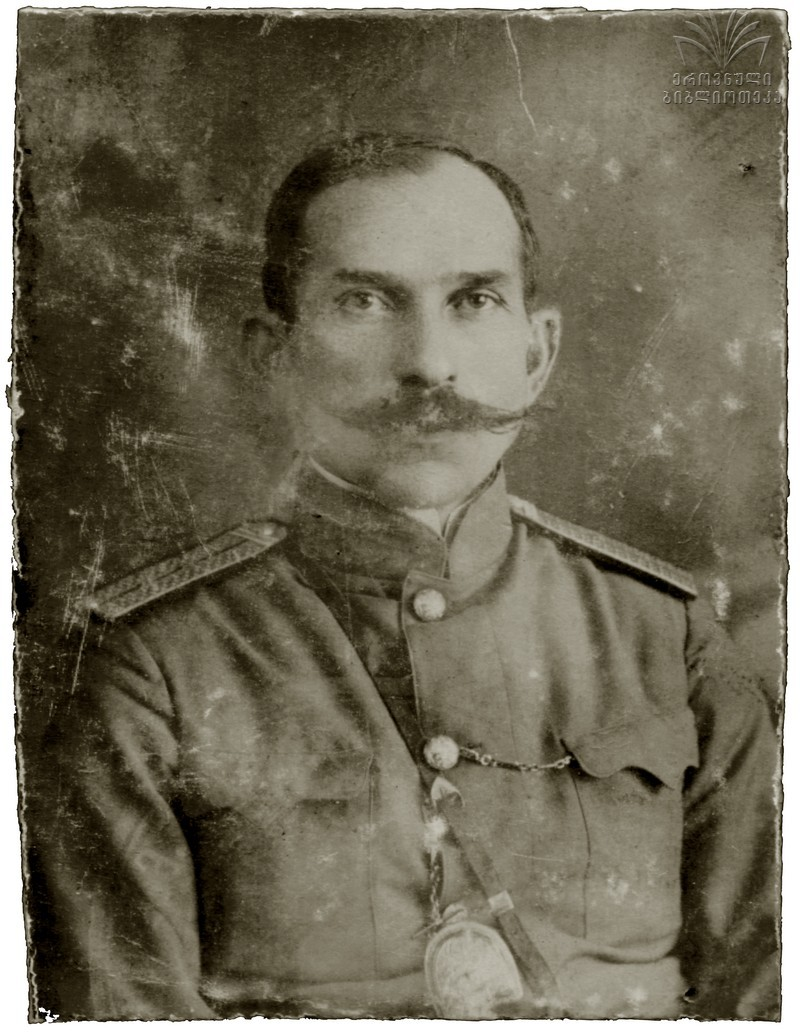
Георгий Мазниашвили

Дмитрий Жлоба

Начало Первой мировой войны полностью изменило ситуацию в Закавказье. Из-за хаоса, последовавший за Октябрьской революцией, полностью распался кавказский фронт, из-за чего Османская империя снова заняла территорию Грузии.
3 марта 1918 года между большевиками и османами был подписан сепаратный Брест-Литовский мирный договор, который отдавал Батумский, Карсский и Ардаганский округа. Фактически это было восстановлением границ между Россией и Османской империей от 1877 года. 14 марта-5 апреля 1918 года начала работу Трабзонская мирная конференция. Целью закавказской делегации было сохранение границ 1914 года, а турецкой — признание закавказской делегацией Брест-Лито́вского мирного договора. 14 апреля 1918 года турецкие войска аннексировали Батуми.
Фактическим продолжением Трабзонской конференции стали Батумские переговоры, прошедшие в 2 этапа — с 11 по 26 мая и с 31 мая по 4 июня 1918 года. Первый этап переговоров прошёл между Османской империей и Закавказской Демократической Федеративной Республикой, а второй между Османской империей и уже независимыми кавказскими государствами. После турецкой оккупации Батуми, кавказская делегация под руководством А. Чхенкели уже пыталась опереться на Брестский договор, но османы выдвинули новые требования, которые из-за своей грандиозности вызвали протест даже Германии и Австро-Венгрии.
Концом оккупации Батуми стало поражение Германии и её союзников в Первой мировой войне. В 1919 году город Батуми и Батумский округ стали зоной Британской оккупации. Губернатором был назначен генерал Кук Колисс. 31 августа 1919 года в Батуми состоялся съезд грузинских мусульман, который выдвинул требование о воссоединении Аджарии со своей родиной Грузией.
7 мая 1920 года Советская Россия признала независимость Грузинской Демократической Республики, однако в феврале следующего года Красная Армия вторглась на территорию Грузии, где вскоре развернулись военные действия. Меньшевистское правительство Жордания эвакуировалось в Кутаиси, а после его падения отступило в Батуми.
Воспользовавшись ситуацией, турецкие войска отторгли Артаан и Артвин, а 10 марта вошли в Хуло и Кеда. 11 марта турецкие войска Карабекир-паши вошли в Батуми. В то же время красная 18 конная дивизия Дмитрия Жлобы 11 армии Анатолия Геккера выступила из Ахалциха в поход на город. В течение 15 и 16 марта в город вошли дополнительные турецкие войска. Согласно официальной позиции Турции, её целью была защита Грузии от большевистского вторжения, однако последующие действия опровергли эту версию и доказали, что целью была именно аннексия региона. 16 марта в Москве был подписан советско-турецкий Договор о дружбе и братстве, по которому Турция согласилась «уступить Грузии сюзеренитет над портом и городом Батуми и территорией, лежащей к северу от границы», при условиях закрепления за Турцией права пользоваться портом и осуществлять свободный транзит беспошлинно через Батуми.
17 марта в Батуми началось организованное большевиками восстание против меньшевистского правительства Грузии. По решению Учредительного Собрания члены правительства Грузинской Демократической Республики оставили город и покинули страну. Грузинские войска, отступившие из Восточной Грузии в Западную, оказались перед угрозой неминуемой капитуляции. Понимая невозможность продолжения военных действий в Восточной Грузии, военные приняли решение хотя бы снять турецкую оккупацию с Южной Грузии. Пока в Москве шли советско-турецкие консультации, на окраинах Батуми расположились несколько тысяч солдат грузинской армии и народной гвардии. 18 марта грузины под командованием генерала Георгия Мазниашвили вступили в уличные бои с турецким гарнизоном и к следующему дню установили контроль над большей частью города. Павших бойцов похоронили там же, на площади Свободы в Батуми. В тот же день в город вошли части красной 18 конной дивизии, а 20 марта в Батуми был создан постоянный Батумский областной ревком во главе c Сергеем Кавтарадзе.

### В составе СССР

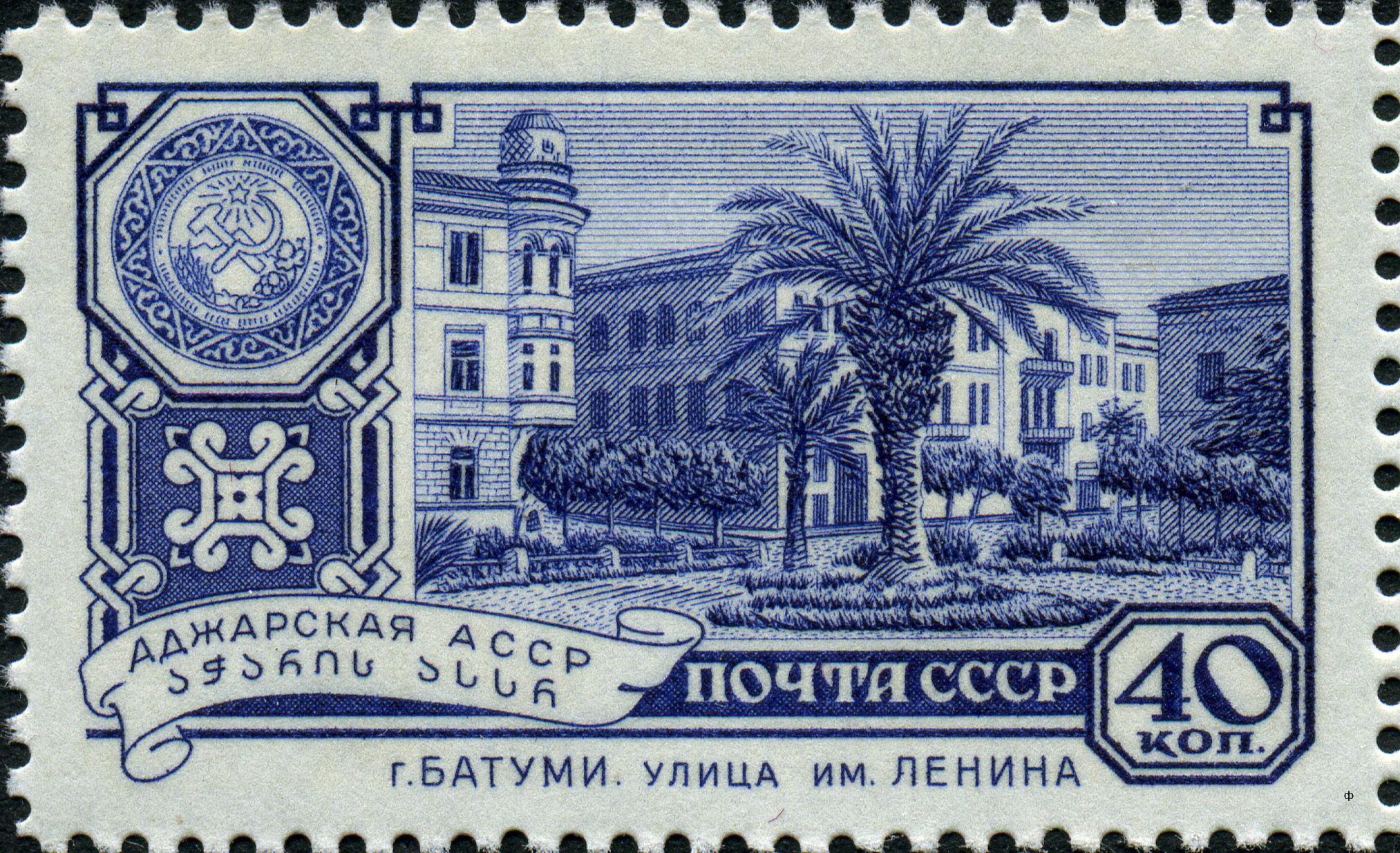
Почтовая марка СССР, 1960 год. Аджарская АССР. Батуми, ул. Ленина

В 1936 году город был переименован в Батуми.
Одним из наиболее болезненных страниц истории Батуми являются события, последовавшие за восстанием 1924 года. Всех членов национал-освободительного движения Батуми арестовали и расстреляли без суда и следствия. Среди них был и генерал-майор Георгий Пурцеладзе, один из главных деятелей освобождения Батуми от Турции.
Так же, как другие города СССР, Батуми пострадал от репрессий 1937—1938 годов. Множество жителей Батуми были призваны в армию и сражались на многих фронтах Второй мировой войны. Из 12 258 солдат на родину не вернулись 4 728 человек.

### В составе независимой Грузии
После беспорядков в Грузии в 1989—1991 годах, в Аджарии утвердилась власть Аслана Абашидзе.
В ноябре 2003 года в Грузии начались митинги оппозиции, обвинившей власти страны в фальсификации результатов парламентских выборов, которые затем переросли в Революцию роз. После Аджарского кризиса ночь с 5 на 6 мая Аслан Абашидзе вместе с сыном Георгием покинули Аджарию
В июле 2015 года открылась железнодорожная станция Батуми-Пассажирская, которая значительно улучшила транспортную связь с остальной Грузией.

## Население

### Численность
Численность населения города как муниципалитета по состоянию на 1 января 2020 года составляет 169 095 жителей, по переписи населения 2014 года — 152 839 человек, на 1 января 2014 года — 161,2 тыс. жителей, на 1 января 2012 года (до расширения города) — 125,8 тыс. жителей, на 1 января 2004 года — 120,2 тыс. жителей. Согласно переписи населения 2002 года — 121 806 человек.
По переписи 1989 года в Батуми проживало 136 609 человек.
По переписи 1926 года, население города достигло 45 тыс. жителей, в 1939 — 70 тыс., а в 1970—101 тыс.

### Национальный состав
| Грузины       | 104 313 | 85,6 %  |
| Армяне        | 7517    | 6,2 %   |
| Русские       | 6300    | 5,2 %   |
| Абхазы        | 800     | 0,7 %   |
| Украинцы      | 770     | 0,6 %   |
| Греки         | 587     | 0,5 %   |
| Азербайджанцы | 301     | 0,2 %   |
| Осетины       | 142     | 0,1 %   |
| Езиды         | 69      | 0,1 %   |
| другие        | 1007    | 0,8 %   |
| всего         | 121806  | 100,0 % |

| Грузины       | 142 691 | 93,36 %  |
| Армяне        | 4636    | 3,03 %   |
| Русские       | 2889    | 1,89 %   |
| Украинцы      | 628     | 0,41 %   |
| Греки         | 289     | 0,19 %   |
| Азербайджанцы | 269     | 0,18 %   |
| Абхазы        | 229     | 0,15 %   |
| Ассирийцы     | 131     | 0,09 %   |
| Езиды         | 76      | 0,05 %   |
| Осетины       | 71      | 0,05 %   |
| Евреи         | 71      | 0,05 %   |
| другие        | 859     | 0,56 %   |
| всего         | 152839  | 100,00 % |

При Османской империи между 1870 и 1874 годами в центре Батуми проживало 604 человек мужского пола, из них:
- Черкесы мухаджиры — 429
- Мусульмане — 113
- Греки — 41
- Армяне — 17
- Католики — 4

По данным Всероссийской переписи 1897 года, население Батуми составляло 28 508 человек, из них:
- Армяне — 6839 (24 %)
- Великоросы — 6224 (22 %)
- Грузины — 5151 (18 %)
- Греки — 2764 (10 %)
- Турки — 1654 (5,8 %)
- Евреи — 1064 (3,7 %)
- Малоросы — 851 (3 %)
- Поляки — 722 (2,5 %)
- Персы — 719 (2,5 %)
- Мингрелы — 590 (2 %)
- Имеретинцы — 339 (1,2 %)
- Немцы — 299 (1 %)
- Татары — 298 (1 %)
- чеченцы-кистинцы — 156 (0,5 %)
- Литовцы — 98 (0,3 %)
- Белорусы — 69 (0,2 %)
- Абхазы — 58 (0,2 %)
- Англичане — 37 (0,1 %)
- Аварцы — 35 (0,1 %)
- Румыны — 23(0,08 %)
- Осетины — 20 (0,07 %)
- Лезгины — 20 (0,07 %)
- Эстонцы — 9 (0,03 %)
- Курды — 2 (0,007 %)
- Лица, не указавшие свою национальность — 460

По данным Энциклопедического словаря Брокгауза и Ефрона (статья «Батум»):

В 1873 году, по словам Мальмуза, в Б. было 4970 жит., но во время занятия его русскими (25 авг. 1878 г.) вследствие убыли населения от переселения и смертности жителей в Б. насчитывалось не более 3000. После занятия Б. русскими он был согласно Берлинскому трактату объявлен порто-франко, торговля стала быстро развиваться, и население увеличилось в несколько раз…
По переписи 19 мая 1882 г. в Б. считалось 6921 м и 1740 ж., а всего 8671 д. об. пола, в 1889 г. в Б. было уже не менее 12 т. жит. Население Б. состоит из грузин, русских, турок, греков, армян, абхазцев, персов и др..

#### Евреи
Еврейская община в столице Аджарии появилась в 1878 году. По переписи 1897 года в Батуми жили 1179 евреев; в 1923 году — 3700 евреев (6,1 % всего населения); в 1926 году — 1778 евреев (или 1954 человека (4,5 %), в том числе 1917 ашкеназских евреев); в 1959 году — 1139 евреев; в 1970 году — 1334 еврея, среди них 398 грузинских евреев, 16 крымчаков, два горских еврея; в 1979 году — 917 евреев, среди которых 77 грузинских евреев.
В период существования Грузинской демократической республики с 1918 до 1921 года в Батуми издавалась еврейская газета «Еврейский голос». После вхождения в Батуми советской армии была закрыта синагога. В ранние годы существования СССР (1921—1940) в Батуми нелегально существовала иешива. С 1925 по 1929 год в столице Аджарии функционировала еврейская школа. В конце 1980-х в Батуми были созданы кружки по изучению иврита, отделение Ассоциации грузинско-израильских связей. В 1991 году, после развала СССР, открылась еврейская воскресная школа. Решением правительства Грузии весной 1993 года еврейской общине Батуми было возвращено здание синагоги, построенной в 1900—1904 годах и конфискованной советскими властями (В 1998 году здание было открыто после реставрации). Несмотря на массовый выезд евреев из Батуми в 1980—1990-х годах, в городе по-прежнему функционируют синагога, еврейская община и отделение организации «Хесед».

#### Армяне

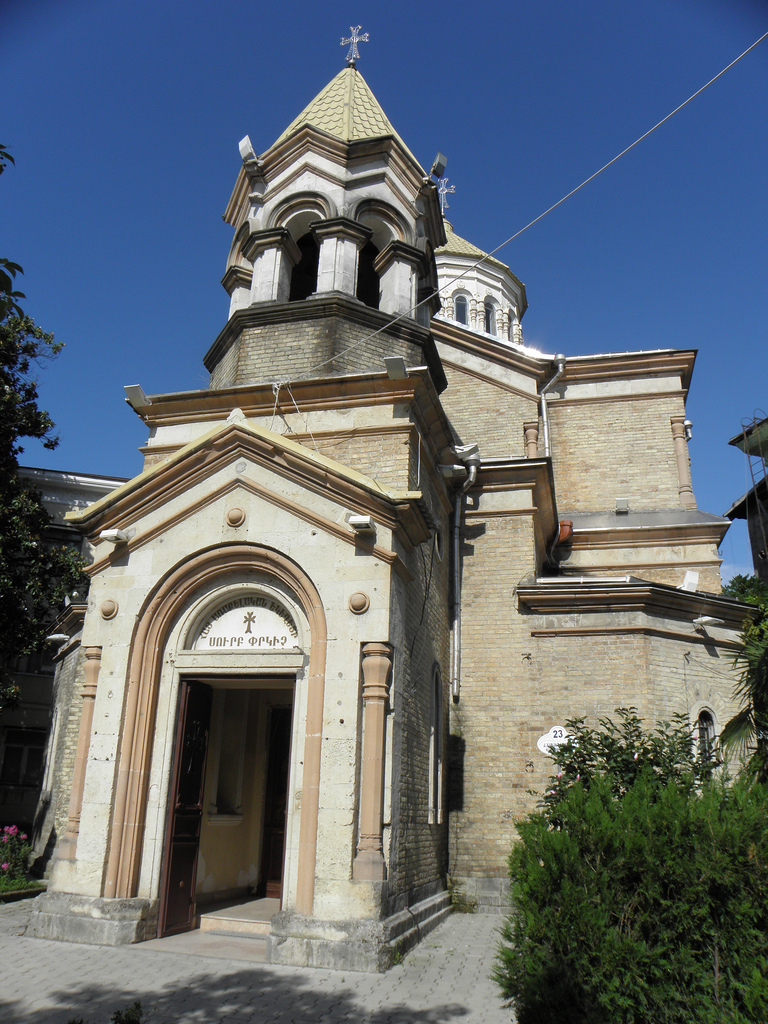
Армянская церковь в Батуми

В 1878 году в городе была основана первая армянская община Аджарии. В 1885 году была построена армянская церковь «Сурб Пркич». Стал работать культурный центр, было открыто армянское музыкальное училище, создана театральная труппа.
После Геноцида армян в Османской империи (1915—1923) армянская община Батуми значительно пополнилась беженцами из северо-восточных областей Турции. В первой половине 1920-х годов в столице Аджарии издавалась газета на армянском языке, успешно работала армянская школа. В 1923 году начал работать Дом работников искусств, а в 1931 году на основе театральной труппы образовывается Армянский государственный театр. Армянская церковь «Сурб Пркич», закрытая в 1938 году и превращённая в планетарий, в 1992 году по инициативе общины была передана правительством Аджарии Культурно-благотворительной ассоциации армян Аджарии «Верацнунд».
В настоящее время в городе работает церковь «Сурб Пркич», несколько армянских общественных организаций, воскресная школа, издаётся газета «Ахпюр».

## Религия
В Батуми представлено множество конфессий. Большинство населения города исповедует православие. Крупные конфессии: ислам, католицизм, Армянская апостольская церковь, езидизм и иудаизм. В городе находится много храмов.
- Православные: Кафедральный Собор Пресвятой Богородицы (1903 год), Церковь Святой Варвары (1888 год), Церковь Святого Николая (1865 год), Церковь Святого Андрея, Церковь Святого Георгия, Церковь Святой Троицы, Церковь Царицы Тамары и многие другие. До 1936 года в городе действовал собор Александра-Невского.
- Католическая церковь Святого Духа.
- Батумская мечеть Орта-Джаме (1886 год).
- Армянская Апостольская церковь Святого Христа Всеспасителя Сурб Пркич (1885 год).
- Батумская синагога (1904 год)[28].
- Протестантская церковь Святой Троицы в Батуми
- Церковь христиан веры евангельской

## Органы власти
Главы города:
- Аслан Смирба — 2000 год.
- Абашидзе, Георгий Асланович — с 2000 года по 5 мая 2004 года.
- Чхаидзе, Роберт — с 2007 года по 2012 год.
- Ермаков, Георгий — с 13 февраля 2014 года по 13 ноября 2017 года.
- Лаша Комахидзе — с 13 ноября 2017 года.
- Арчил Чиковани — с 22 ноября 2021 года.

## Экономика

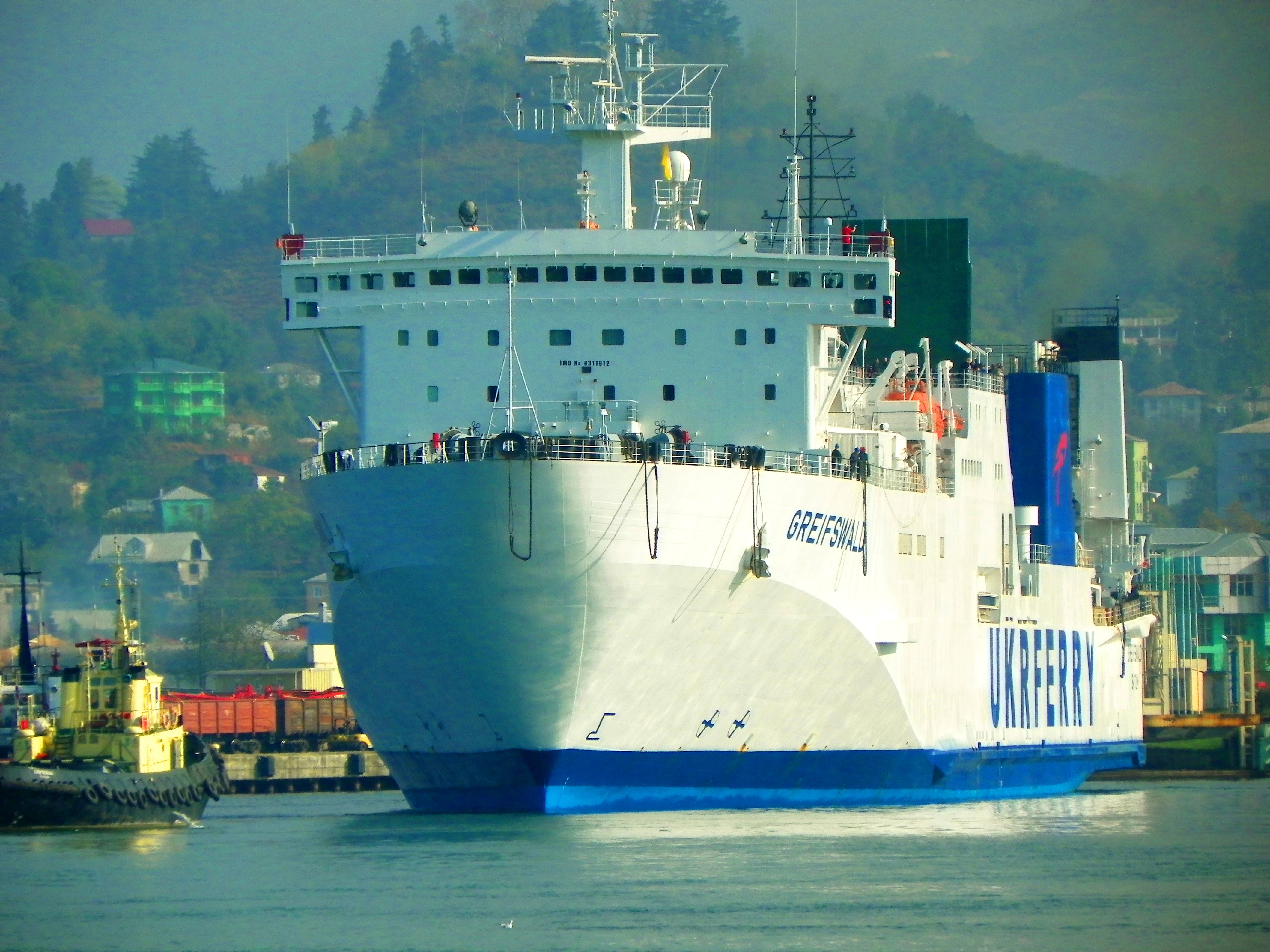
Железнодорожный паром «Грейфсвальд» заходит в порт Батуми

По данным Энциклопедического словаря Брокгауза и Ефрона, издававшегося в конце XIX — начале XX веков, в Батум:

Вывозятся, главным образом, нефть и нефтяные продукты, пшеница, кукуруза, марганцевая руда, ореховое и пальмовое дерево и т. д. В 1888 г. из Б. было вывезено товаров на сумму 23342134 р., в том числе нефтяных продуктов — 27100000 пуд., пшеницы — 989145 п., кукурузы — 473181 п., марганцевой руды — 434205 п., орехового дерева — 237737 п. и т. д. В том же году привезено в Б. товаров на 7127294 р., сырых и полуобработанных товаров на 5675949 р. и изделий на 1131815 р..

После постройки в 1883 году железной дороги Баку — Батуми, переоборудования порта и соединения Батуми с Баку трубопроводом (1897—1907) он стал крупным портом, через который Россия вела внешнюю торговлю нефтепродуктами.
В советское время в городе были построены крупные промышленные предприятия: нефтеперерабатывающий, машиностроительный (оборудование для чайной промышленности), судостроительный заводы, чайные фабрики, цитрусовый комбинат; в Батуми на отходах чайной промышленности работал единственный в Советском Союзе кофеиновый завод.
В настоящее время крупными промышленными объектами являются: батумский порт, батумский нефтяной терминал, батумский контейнерный терминал. Развита лёгкая промышленность (обувная, швейная); работают чайные и табачные фабрики, фармацевтическая фабрика, кофейный завод и другие.

### Торговля и сфера услуг
В сентябре 2010 года в Батуми был открыт первый гипермаркет в Аджарии сети Goodwill.
В 2012 году в Батуми открылся ресторан всемирной сети McDonald’s.

## Транспорт

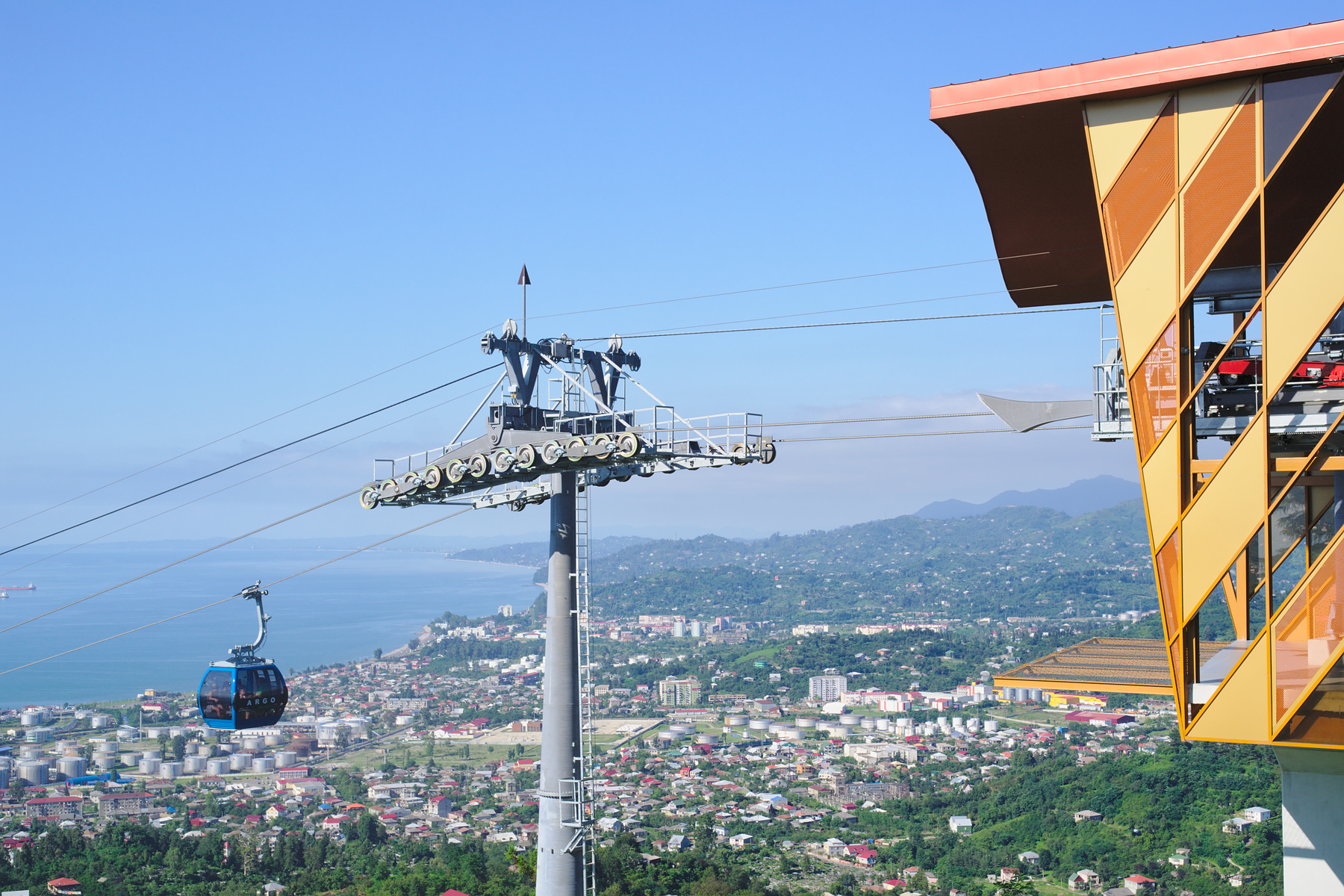
Канатная дорога в Батуми

В Батуми работает аэропорт и железнодорожная станция.
В 1977—2005 годах действовала троллейбусная система. Ныне общественный транспорт представлен маршрутным такси и муниципальным автобусом (маршруты обслуживаются компанией «Автотранспорт»). Подвижной состав автобуса представлен машинами Богдан А092, Zonda YCK6850HC и полунизкопольными FAW CA6100S2H2.
В 2020 году город получил 8 электроавтобусов МАЗ белорусского производства для усиления автотранспорта. В 2021 году в рамках проекта по обновлению городского парка было закуплено 40 автобусов марки ISUZU.
Также действует канатная дорога.

## Культура и образование
В городе находятся Батумский государственный университет им. Шота Руставели, Батумская государственная морская академия и другие учебные заведения. Сегодня в городе действуют Государственный музей искусств Аджарии, Технологический музей братьев Нобель, театр имени Ильи Чавчавадзе, цирк, Государственный музыкальный центр и другие учреждения культуры.
В 2021 году ЮНЕСКО включила Батуми в сеть творческих городов организации, присвоив ему статус «Город музыки».
В Батуми функционируют 20 школ и 21 детский сад.

## Архитектура и достопримечательности

Архитектура Батуми

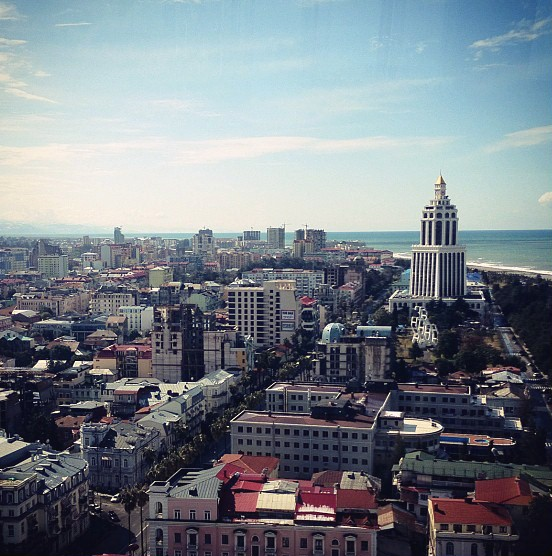
Панорама Батуми (вид из окна гостиницы Radisson Blu Batumi)

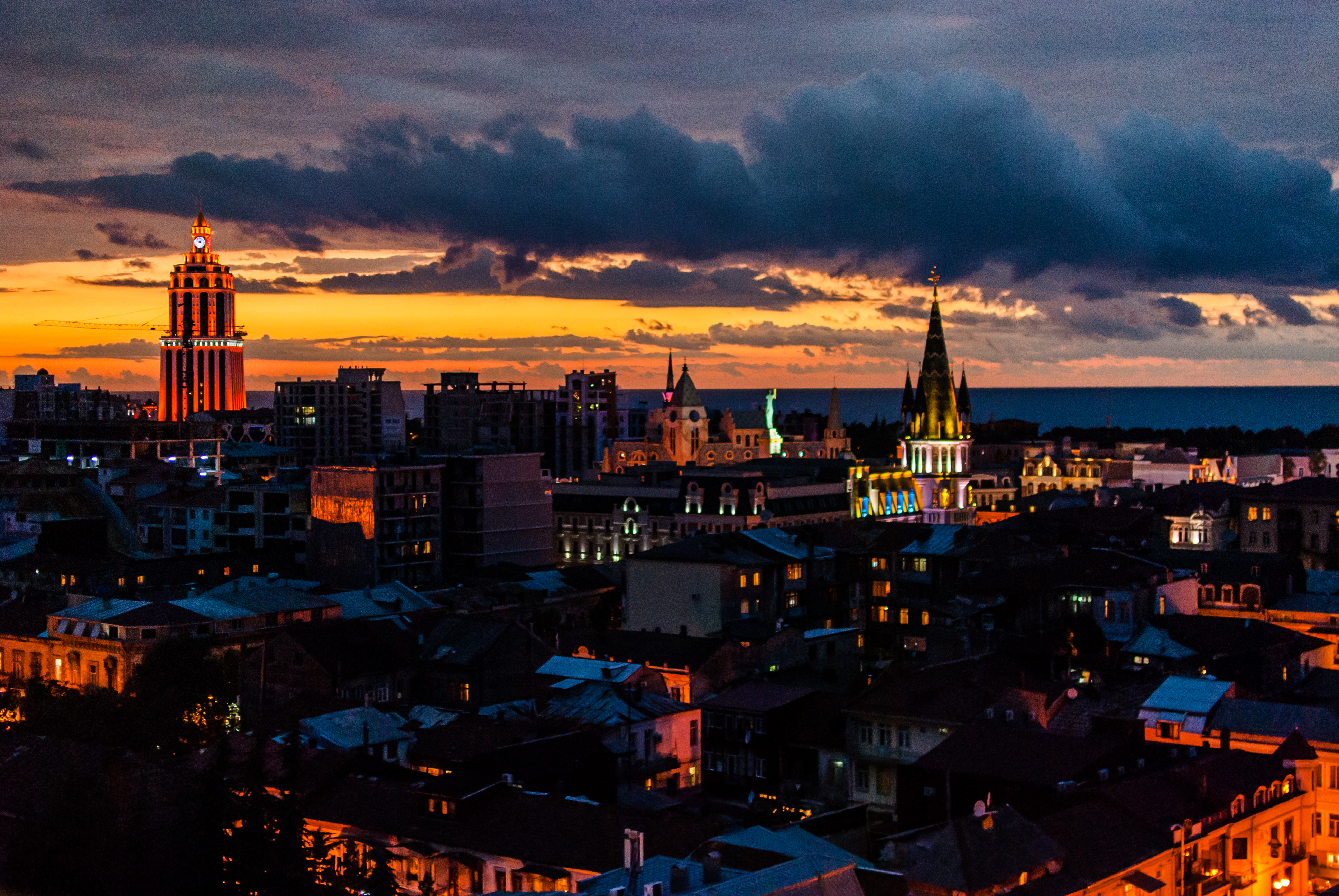
Батуми ночью

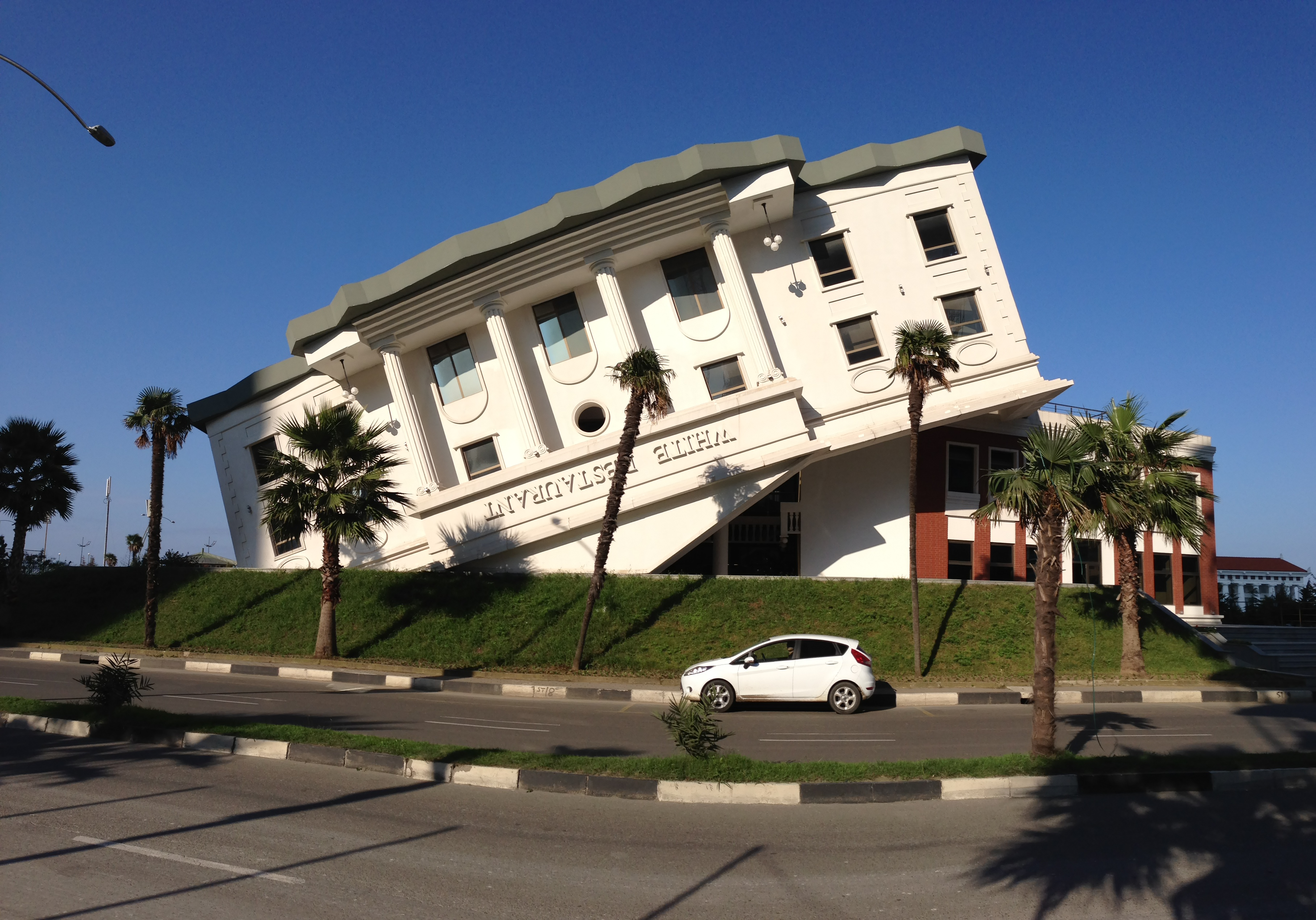
«Белый Ресторан» в Батуми

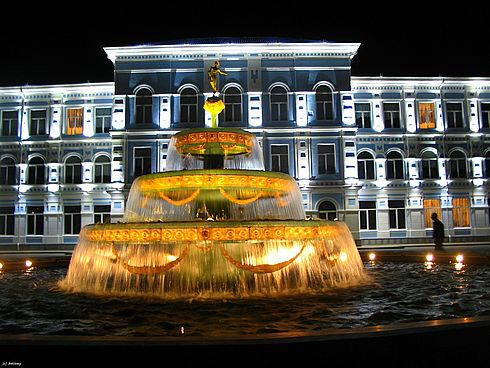
Фонтан в Батуми

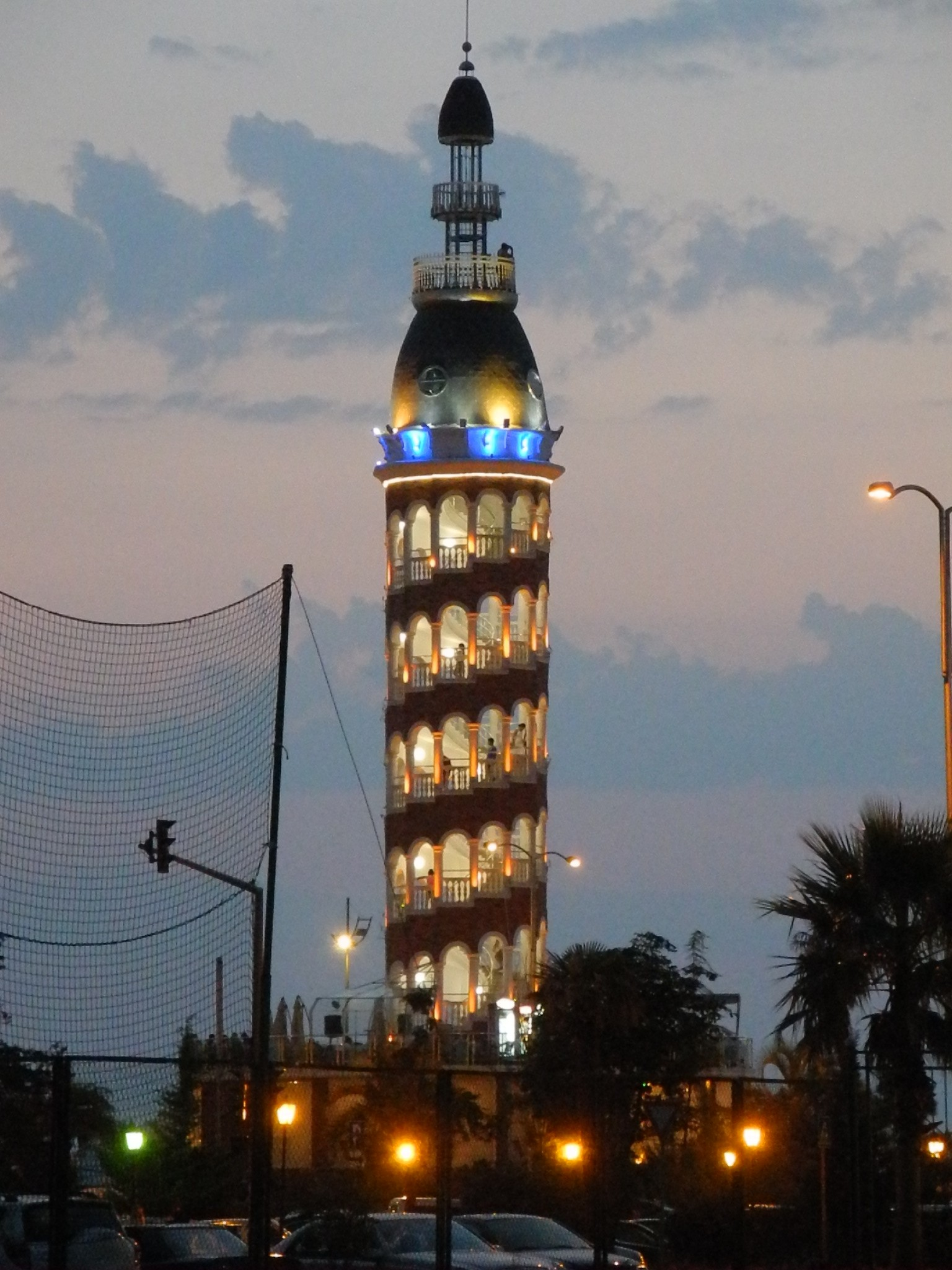
Архитектура Батуми

В черте города расположена крепость «Тамара», также имеется дом графини Фесенко, который является памятником культуры государственного значения. Среди заметных сооружений советской эпохи выделяется летний театр (1947), драматический театр (1952) и кинотеатр «Тбилиси» (1964). 6 ноября 1974 года в Батуми был создан дельфинарий, который стал первым подобным заведением в СССР.
В XXI веке в городе началось активное строительство новых зданий и инфраструктуры, в результате появились дома и небоскрёбы современной архитектуры. Среди них выделяются Башня Азбуки, Batumi Tower и многие другие. В 2000 году был построен католический храм Святого Духа. Помимо удачных проектов имеется и печально известное здание Магнолия.
Украшением города является Приморский парк — бульвар, протянувшийся на 8 км вдоль пляжа, улиц Ниношвили и Руставели. Вблизи Батуми, на Зелёном мысу, находится знаменитый ботанический сад.
В городе имеется множество памятников, среди них памятники А. С. Пушкину, Важа-Пшавела, Шота Руставели и другие. Улицы и парки украшены многочисленными фонтанами. До 2012 года имелся памятник жертвам Второй мировой войны.

## Спорт
В городе базируется футбольный клуб «Динамо», выступающий в Чемпионате Грузии по футболу.

## Туризм
Туристам доступны различные водные развлечения, а также туристические экскурсии (к водопадам, средневековым мостам, Винному дому, старинным руинам крепостей). Кроме того, в Батуми находится драматический театр, кинотеатр, огромное количество кафе и ресторанов.
В городе есть как бюджетные отели, так и люксовые. Среди последних самыми элитными считаются «Radisson», «Wyndham», «Hilton», «Sheraton», «Le Meridien». В процессе завершения находятся отель «Kempinski» и первый All-Inclusive курорт «Wyndham Grand Residences Batumi Gonio».
Осенью 2022 года город Батуми стал победителем в номинации «Самое быстрорастущее туристическое направление в Европе», за что получил туристическую премию — World Travel Awards.

## Город в искусстве
- Батум — пьеса Михаила Булгакова о юношеских годах Сталина (1938).
- В Батуми отец Фёдор, после долгих мытарств по СССР, настигает, наконец, инженера и стулья гарнитура генеральши Поповой.
- Некоторые эпизоды из фильма «Любовь и голуби» отсняты в Батуми.
- У Сергея Есенина есть стихотворение, посвящённое Батуми.
- Фрагменты фильма «Пятнадцатилетний капитан» сняты вблизи батумского Морвокзала.
- Финальные сцены американского фильма «Путешествие в страх» 1943 года, с Орсоном Уэллсом в одной из ролей, происходят в советском Батуми.
- Польская женская вокальная группа «Filipinki» исполняла песню «Батуми», которая в 1964 году признана самой популярной песней по результатам опросов Польского радио.

## Города-побратимы
- Агджабеди, Азербайджан[37]
- Артвин, Турция
- Ашдод, Израиль (7 мая 2012)[38][39][…]
- Бари, Италия (1987)[39]
- Брест, Беларусь (24 апреля 2015)[40][39][…]
- Бургас, Болгария (4 ноября 2009)[39][41][…]
- Ванадзор, Армения (16 ноября 2006)[39][42][…]
- Верона, Италия (17 декабря 2010)[39]
- Волос, Греция (29 июля 2007)[39]
- Даугавпилс, Латвия (3 августа 2012)[39][43][…]
- Донецк, Украина (25 августа 2013)[44][39]
- Кисловодск, Россия (25 октября 1997)[39]
- Кушадасы, Турция (15 октября 2010)[39]
- Марбелья, Испания (27 июля 2010)[39]
- Нахичевань, Азербайджан (8 июня 2012)[39][45][…]
- Нетания, Израиль (2018)[39][46]
- Николаев, Украина
- Новый Орлеан, США (3 мая 2012)[47][39]
- Ныса, Польша (2017)[39]
- Орду, Турция (26 февраля 2011)[39]
- Пафос, Кипр (2016)[39]
- Пирей, Греция (1 марта 1996)[39]
- Прага-1, Чехия (2013)[39]
- Рио-де-Жанейро, Бразилия
- Росток, Германия (2012)[39][48]
- Саванна, США (1992)[39]
- Сан-Себастьян, Испания (7 июня 1987)[39]
- Тернополь, Украина (26 августа 2011)[39]
- Трабзон, Турция (20 апреля 2000)[39]
- Урумчи, Китай (2015)[49][39]
- Цзыбо, Китай
- Шарм-эш-Шейх, Египет (12 августа 2014)[39]
- Юрмала, Латвия (27 ноября 2014)[39]
- Ялова, Турция (25 мая 2012)[39]
- /  Ялта, Украина / Россия (29 января 2008)[39]

- Владикавказ, Россия (1973)[источник не указан 510 дней]